# Custonaci
Custonaci là một đô thị ở Sicilia, Italia, thuộc tỉnh Trapani.
Custonaci có dân số khoảng 5013 người (năm 2004). Kinh tế dựa vào ngành du lịch với bờ biển quanh núi Cofano.